# Полард (Алабама)
Полард (енгл. Pollard) град је у америчкој савезној држави Алабама. По попису становништва из 2010. у њему је живело 137 становника.

## Демографија
Према попису становништва из 2010. у граду је живело 137 становника, што је 17 (14,2%) становника више него 2000. године.
| Група             | 2000.      | 2010.      |
| Белци             | 62 (51,7%) | 68 (49,6%) |
| Афроамериканци    | 50 (41,7%) | 38 (27,7%) |
| Азијати           | 0 (0,0%)   | 0 (0,0%)   |
| Хиспаноамериканци | 2 (1,7%)   | 29 (21,2%) |
| Укупно            | 120        | 137        |